# Mathoura
Mathoura (653 habitants) est un village de la Riverina en Nouvelle-Galles du Sud. Il est situé à 790 km de Sydney et à 256 km de Melbourne.
Il est situé dans le comté de Murray.
L'origine du nom est aborigène.

## Galerie

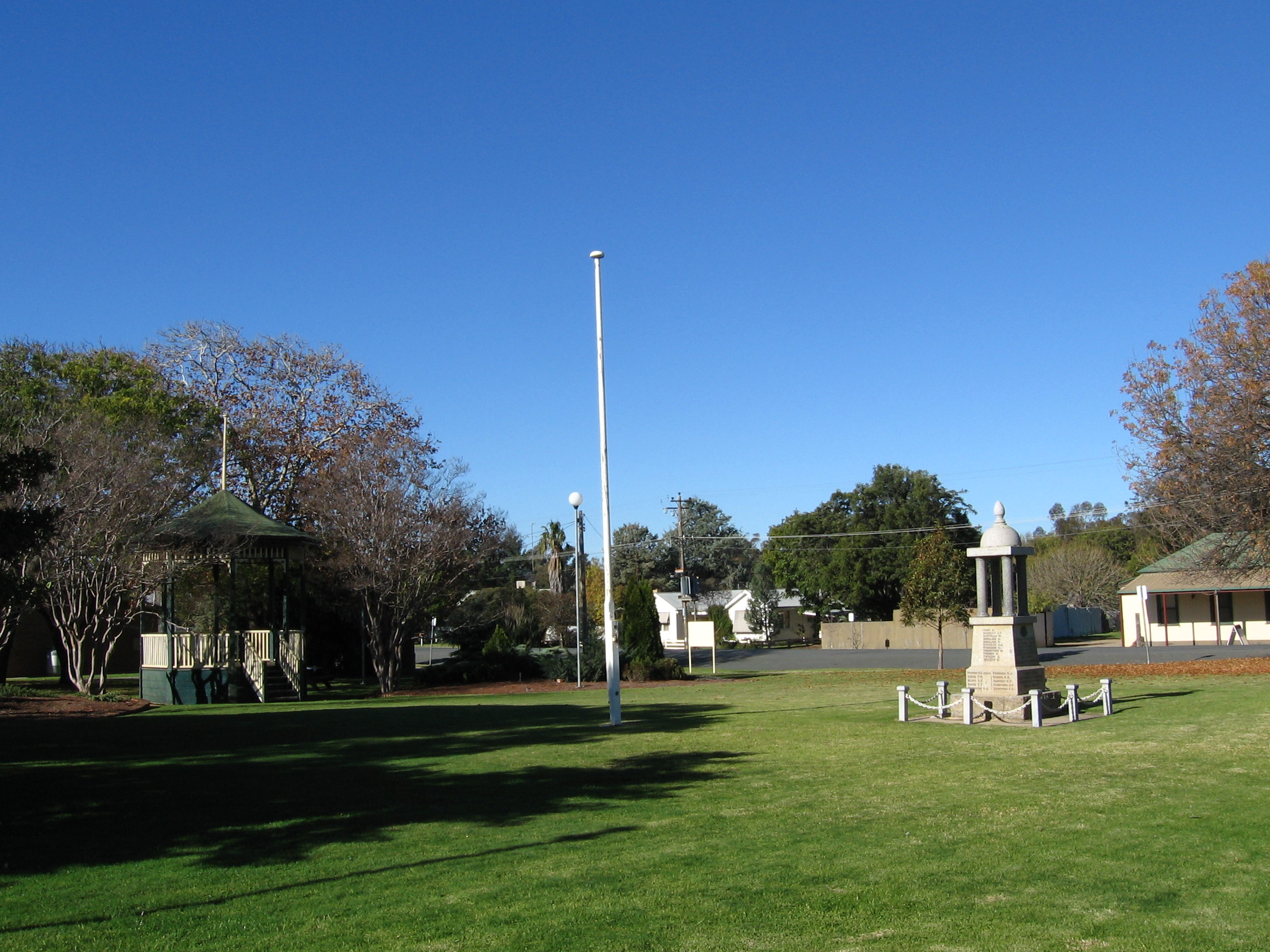
Le parc
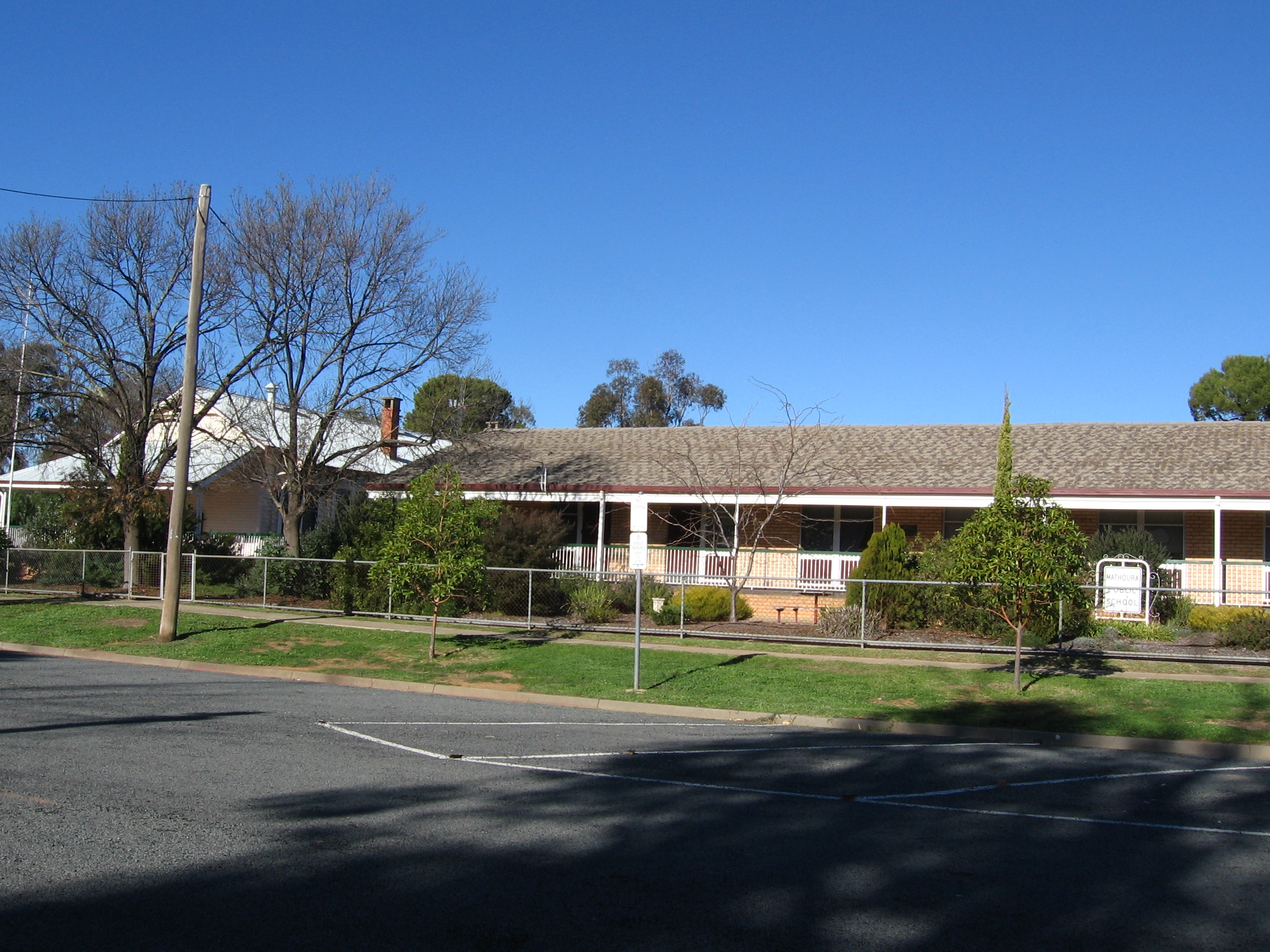
L'école publique
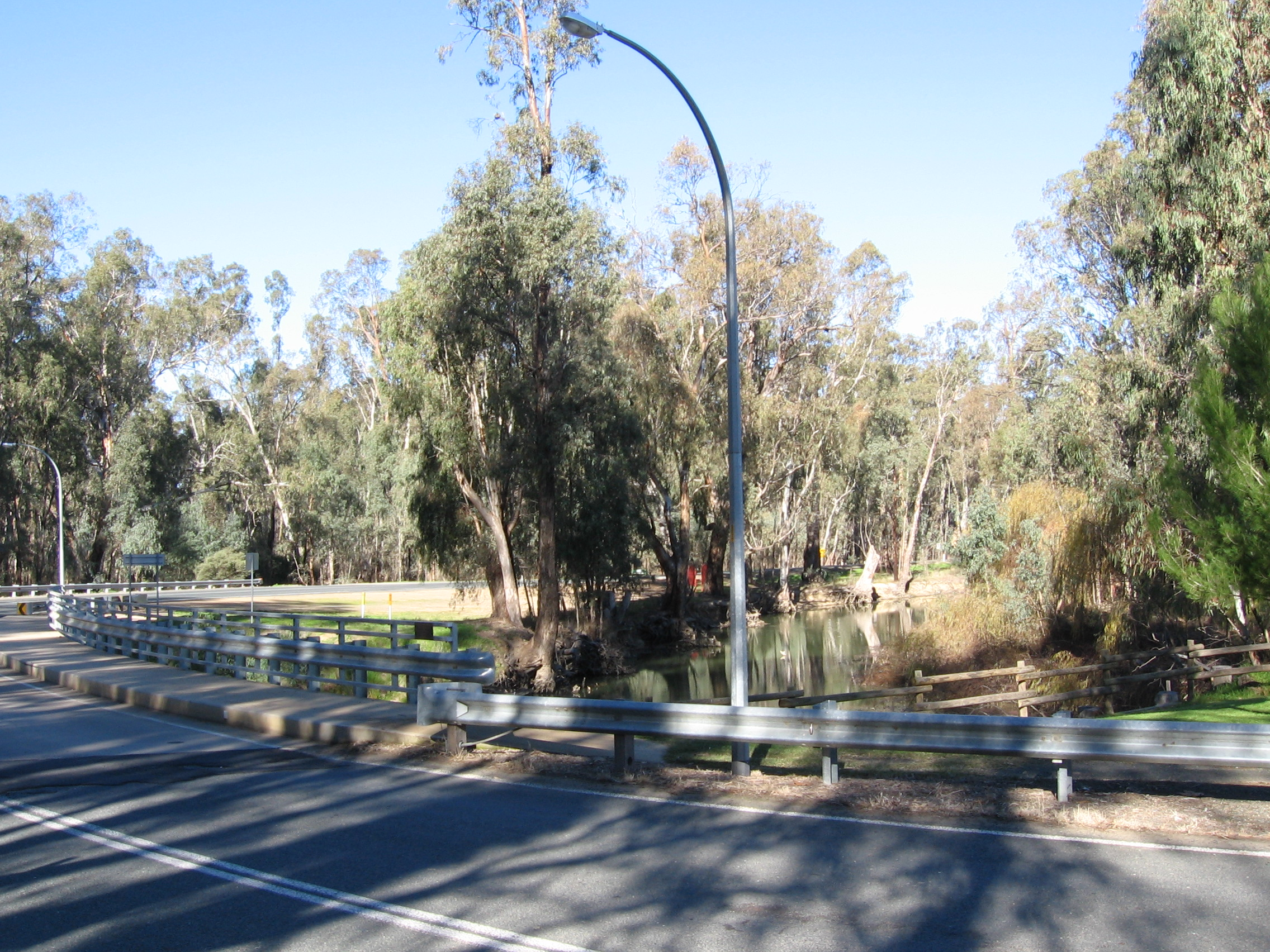
La rivière